# Adalbert II de Ballenstedt
Adalbert II de Ballenstedt né à Ballenstedt vers l'an 1030 et mort vers l'an 1080 est un précurseur de la maison d'Ascanie qui était comte de Ballenstedt en Saxe.

## Biographie
Adalbert est nommé pour la première fois dans un document de l'an 1033. Il est le fils du comte Esico, qui est mentionné dans un document publié par l'empereur Conrad II en 1036, et son épouse Mathilde de Souabe, de la dynastie des Conradiens, apparentée à l'empereur par sa sœur Gisèle. La tante d'Adalbert, Ute de Ballenstedt, était la femme du margrave Ekkehard II de Misnie, toutes deux immortalisées par leurs statues dans la cathédrale de Naumbourg. La noble famille est initialement arrivée dans la Saxe à partir de Souabe, elle posséda de nombreux biens dans la région d'Ostphalie.

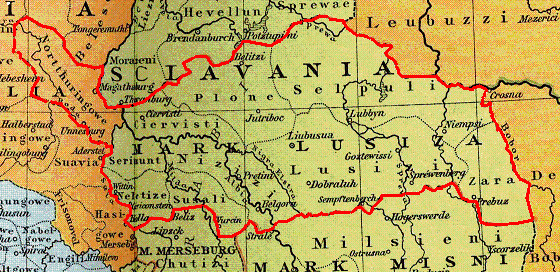
Nordthuringe en Saxe et la marche de l'Est (Lusace) vers l'an 1000.

Après la mort de son père, vers l'an 1060, Adalbert devient comte dans le Gau de Nordthuringe, puis dans le pays avoisinants de Nizizi et Serimunt en la marche de l'Est saxonne (l'actuel land de Saxe-Anhalt). 
Il épouse en 1068 Adélaïde de Weimar-Orlamünde, fille et héritière du titre du comte Othon Ier, comte de Weimar et d'Orlamünde en Thuringe et margrave de Misnie de 1062 à 1067. De ce mariage sont issus :
- Othon le Riche (vers 1070-1123) : qui hérite de son père et devient duc de Saxe en 1112 ;
- Siegfried de Ballenstedt (vers 1075-1113) : qui hérite du 3e mari de sa  mère et devient comte palatin du Rhin.

Selon le chroniqueur Lambert de Hersfeld, il prend le parti du margrave Dedo II (qui avait épousé la belle-mère d'Adalbert devenue veuve et prétendait donc aux terres du margrave Othon de Misnie) contre l'empereur en 1069, puis il se range du côté du comte Otton de Nordheim contre le roi Henri IV pendant la révolte des Saxons de 1072. Un an plus tard, il obtient la prévôté de l'abbaye de Nienburg qu'il dote de nouveaux domaines. Il est arrêté quelques mois en 1075 à cause de son opposition au roi.

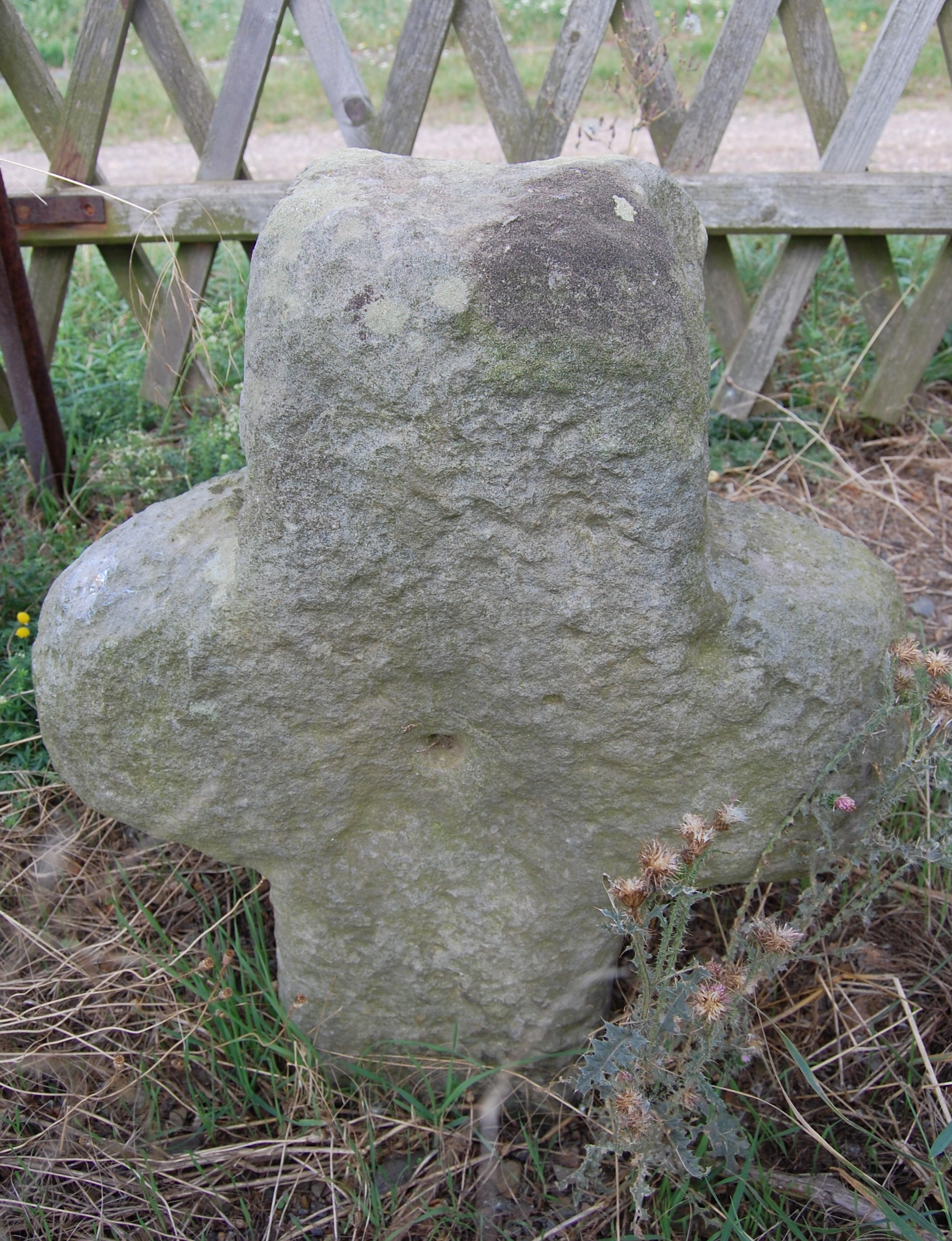
Croix en pierre près de Westdorf.

Adalbert est tué vers 1080 (après 1076 et avant 1083) par un homme-lige du noble Egeno II de Conradsburg. La cause de cette mort est obscure. Peut-être qu'Egeno avait profité du fait qu'Adalbert avait été incarcéré en 1075-1076, pour s'emparer de certaines de ses terres, ce qui avait provoqué l'inimitié entre les deux seigneurs. Il existe toujours une croix de pierre dont la tradition - ou la légende - indique qu'elle a été élevée à l'endroit même du meurtre, près de Westdorf (dépendant aujourd'hui d'Aschersleben). La veuve d'Adalbert épouse ensuite le comte palatin Hermann II de Lotharingie, de la Maison des Ezzonides, puis Henri II de Laach de la Maison de Luxembourg.

## Sources
- (de) Cet article est partiellement ou en totalité issu de l’article de Wikipédia en allemand intitulé « Adalbert II. (Ballenstedt) » (voir la liste des auteurs).
- Anthony Stokvis, Manuel d'histoire, de généalogie et de chronologie de tous les États du globe, depuis les temps les plus reculés jusqu'à nos jours, préf. H. F. Wijnman, éditions Brill Leyde 1889-1893, réédition 1966, chapitre VIII « Généalogie des Margraves de Brandebourg. Maison d'Ascanie  » . Tableau généalogique n° 7.
- Notices d'autorité :   - VIAF
  - GND